# ルルド
ルルド (Lourdes）は、フランス、オクシタニー地域圏、オート＝ピレネー県のコミューン。
1858年にルルドの聖母の出現以来、カトリックの巡礼地となり、聖域の事務局によれば、約6万人の患者や病人を含む毎年600万人の巡礼者や観光客を迎え入れている。
ルルドのホテルは12,000室以上の客室があり、パリに次ぐ国内第2位のホテルの町だが、ホテル数ではニースに次いで国内第3位である。

## 地理

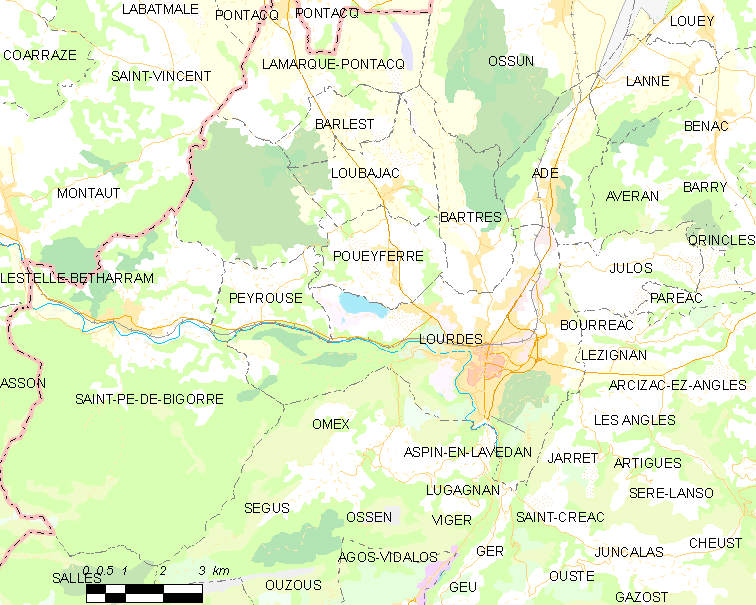
ルルドの位置

コミューンとしてのルルドは、およそ標高300mのところで隣接するコミューン、プエイフェレによって切り離され、2つの地区に分かれている。北部はムルルの森からなる飛び地、南部はルルドの町の中心部がある。飛び地である北部が、ピレネー＝アトランティック県と接している。
ルルドはピレネー山脈のふもとにあり、歴史的な地方区分ではビゴール地方に含まれ、タルブの南西方向にあり、ポー川が流れる。聖域は町の西側、ポー川に沿って町から出ていく地点にある。
町は、城が建っていた岩の頂上周囲に建設された。アルジュレスまたはガヴ・ド・ポーと呼ばれた氷河が掘削した結果、氷河盆地が生まれた。それは最終氷期であるヴュルム氷河期（5万年前から1万2千年前にかけて）の最後の段階に、その後は氷河が溶けた後にポー川そのものによってつくられた。盆地の南は、ジェール峰とベウト峰から始まるドリーネと洞穴を備えたカルスト石灰岩の山地が大勢を占め、ポー川が山地を分断する。要塞城の石灰岩の盛り上がりが占める町の中心は、古い採石場がいくつか残る。標高800mのサラザン洞窟とルー洞窟は聖域を見下ろす山地の中にあり、氷河の影響を受けたカルストの形状が見られる。

### 交通
- 道路 - オートルートA64
- 鉄道 - フランス国鉄ルルド駅。TGVおよび、TERヌーヴェル＝アキテーヌ、TERオクシタニーの路線が停車する。駅には、フランス国外、イタリアやドイツ、スイス、チェコ発の巡礼者用列車も停車する。
- 空港 - タルブ・ルルド・ピレネー空港。ルルドから国道21号線で北に15分の距離。オルリー空港、ブリュッセル空港、ロンドン・スタンステッド空港、ローマ・チャンピーノ空港からの航空路線がある。

## 由来
ルルドの初期の知られている言及の1つは983年、サン・ペ大修道院建設のさなかに始まる。そこはアストラック伯アルノーが、ルルド住民の市場の第3の部分として授けた場所だった（tertiam partem mercati Lurdensis）。その後1114年から1130年までlo senhor de Lorda、1163年から1185年までPetro comiti Bigorrensi in castro de Lorda、1216年にcastel de Lourda、1250年頃al castet de Lorda、1682年 la ville de Lorde、1757年Lourde、18世紀末からのみLourdesが現れ、1800年代以降続いている。

## 歴史

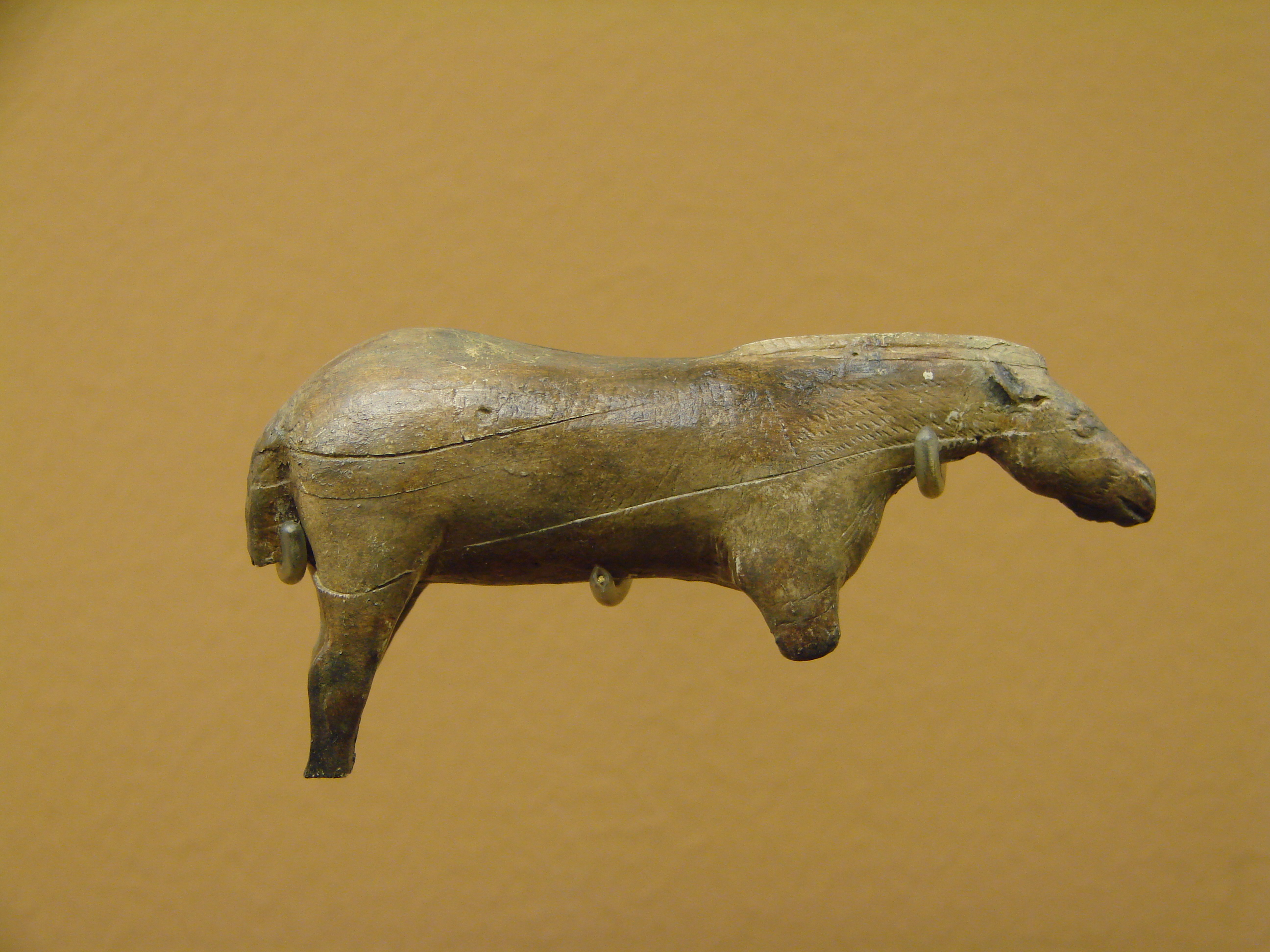
ルルドの馬

ルルドはフランス国内においても国際的にも、なにより聖母マリアの町である。1858年2月に歴史が始まるカトリックの巡礼地である。『しかし1858年以前には、別のルルドがあった。』ルルドの地は、いくつかの谷の交差点にあり、ラヴダン地方のかんぬきと呼ばれている。旧石器時代から現代までを網羅する、確かに広範囲に文書で記された歴史を持ち、その知識はピレネーにおける分野で不可欠なものとなっている。
新たなルルドは巡礼とともに生まれた。宗教的にも社会的にも経済的にも、主題は大きい。
いくつかの谷間にあるルルドの地には、先史時代から定住地があった。エスペリュグ洞窟では、居住の痕跡（工具、宝飾品、陶器、埋葬物など）が発見された。国立考古学博物館（fr）には、『ルルドの馬』と呼ばれる、マンモスの牙から切り出された7.3cmの彫像（紀元前13000年頃、マグダレニア期から旧石器時代までの間のもの）がある。アルルーザ洞窟では、新石器時代と青銅器時代の痕跡が残る。より大規模な発掘作業で、おそらくルルドの領域内で先史時代の重要な定住地の痕跡が明らかになるだろう。
中世には、ルルドとルルドの要塞城はビゴール伯の本拠地だった。アルビジョア十字軍において、城は州のかんぬきの一つとみなされ、異なる派閥間の係争地となった。その後城はシャンパーニュ伯およびナバーラ王の支配下に置かれ、フィリップ端麗王時代にフランス王の手に渡り、百年戦争中の1360年から15世紀初めまでイングランドが支配した。支配者たちは、都市と市場の戦略的状況をいかに活用するかを知っていた。

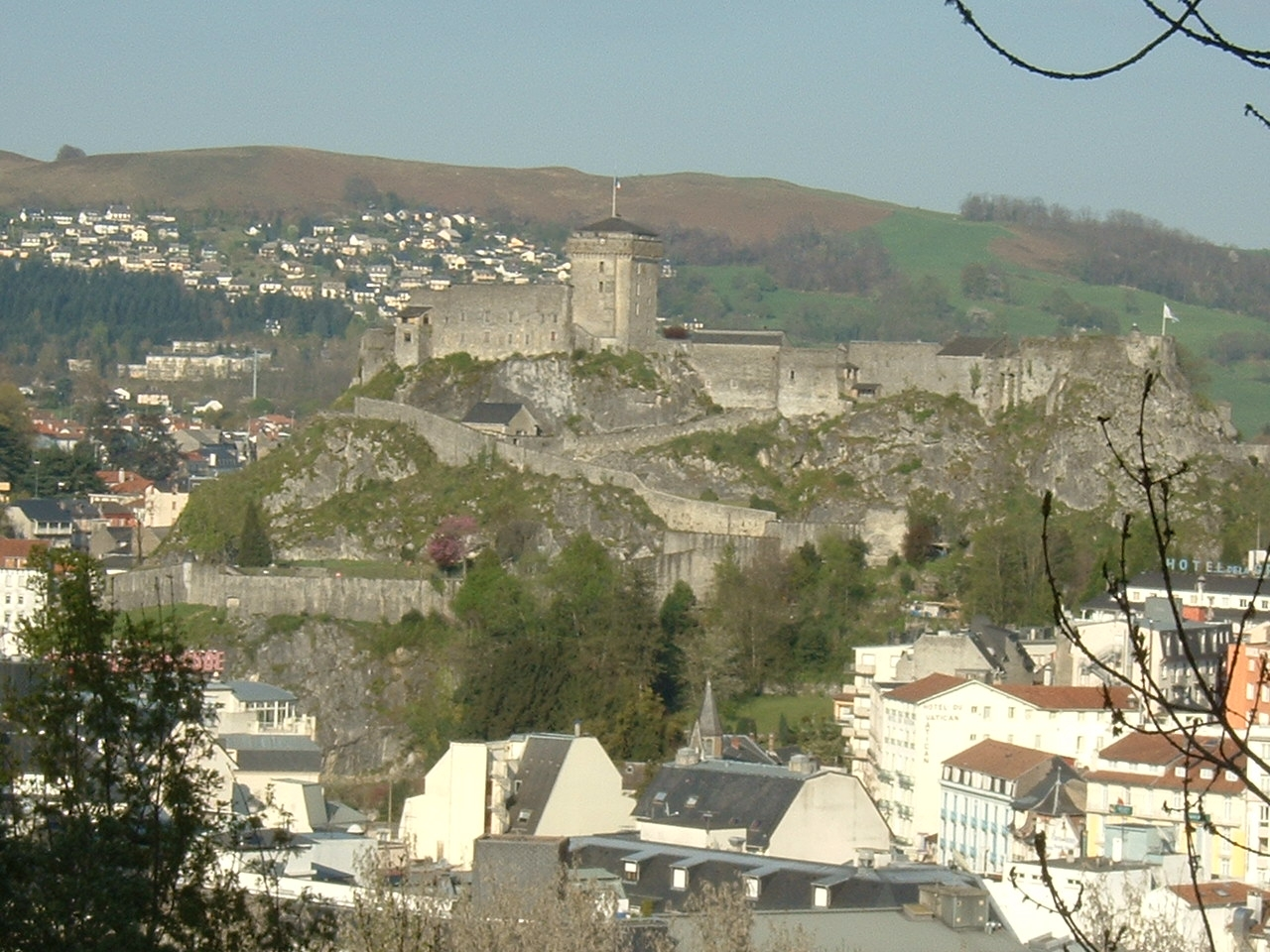
南西側から見た城

町は、16世紀と17世紀に危機を経験した。教区教会は、近くのサン・ペ大修道院のように、ユグノー戦争で破壊された。しかしながら、ルルドは地理的条件をどのように利用するか知っていた。町はとりわけ、バレージュにある『温泉の道』に通じていた。バレージュの源泉は負傷者の治療に用いられていた。城は『ラヴダン地方のかんぬき』として、戦略的に重要な場所のままだった。人口は、飢饉と疫病の流行にもかかわらず、18世紀に増加した。1696年には2315人を数え、1730年から1772年までの間にさらに1189人増えた。しかし、フランス革命前夜におよそ2300人いた住民たちに危機がもたらされた。
1755年頃、人口の約40％が農民、約40％が職人（繊維業が主体）、8.5％が採石業者（スレートや石の石工）と建設業者、約13％が商人であった。以後の年月、労働力が増加して製造業に特に有益となる『都市機能』に直面し、農業がその重要性を失っていった。スペインとの和平締結は、城の戦略的利益を失うことにつながり、城は刑務所に転用された。それはすなわち、傷病者で構成されていた城の守備隊を圧迫する問題となり、彼らはルイ16世に送られた請願書によって守られていた。
フランス革命の間、その戦略的な位置から、町は革命軍に装備や食糧を提供することが義務付けられていた。2741人の人口があった。1790年にオート＝ピレネー県が新設されると、ルルドは県に5つ創設された郡の1つとなった。その後、町は革命戦争中に多くの義勇兵を革命軍に派遣した。1795年にスペインと和平が結ばれ、城の非武装化につながった。城は1797年から再び傷病兵で構成される守備隊が置かれた。

### 19世紀
1858年、ベルナデット・スビルーは、生地でもある町の西側にあるポー川のほとり、マサビエルの小さな洞窟で、『白い貴婦人』が数回自分の前に現れたと発言した。熱狂した近隣住民たちが集まり洞窟の前で祈るようになり、礼拝堂のかたちをとるようになるが、ベルナデットにしか『聖母』は見えなかった。信仰篤く好奇心が強い信者たちが流入するにつれ、市長アンゼルム・ラカデは、木製のフェンスで一時的に洞窟の往来を禁止した。1858年10月初旬、一般庶民たちの圧力と、熱心なカトリック教徒である皇后ウジェニーの仲介によってフェンスは取り除かれた。1862年、聖母の出現はタルブ司教ロランスによって公式に認定された。聖域内の事実認定局は記録をとる責任があり、1858年以降7000件以上の治癒が報告されているが、そのうち69件が教会によって公式に奇跡と認定された。

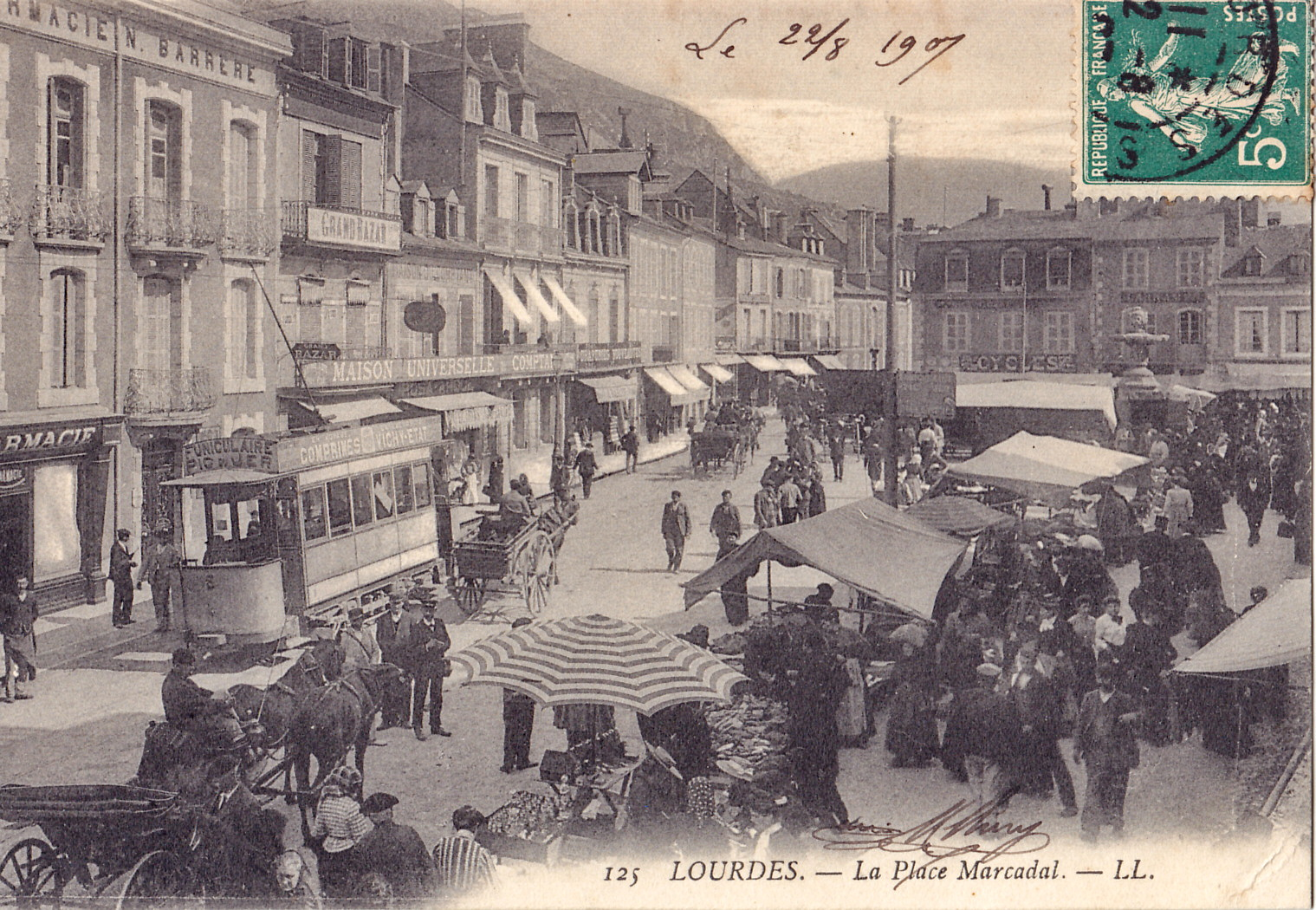
1900年代のマルカデル広場。市場と路面電車がある

聖域の事業は、出現と同じ年に始まった。最初につくられた礼拝堂は、イマキュレ・コンセプション大聖堂にとってかわり、その下部にはより多くの巡礼者たちを収容するためノートル・ダム・デュ・ロゼール大聖堂が建設された。この2つのバシリカはいずれも洞窟の上にある。町の一部は教会によって、洞窟、聖域、城に囲まれた部分が『聖母マリアの市街』（cité mariale）であると宣言された。ルルドの自治体当局は、宗教当局から圧力を受けながら、地元の反対にもかかわらず、中世以来の町の通りを拡張し、北から城を迂回して聖域につながるグロット大通りをたどれるようにした。土地はその後分譲され、巡礼者を迎える商店やホテルの建設が行われた。1899年にルルドの路面電車がサービスを開始し、ルルド駅から洞窟へ、またジェール峰のロープウェイへのアクセスが容易になった。19世紀末、ルルドは新たな教区教会としてサクレ・クール教会を建てた。聖ペテロに捧げられた古い教区教会は、1904年には荒れ果てていた。古い教区教会の家具は城に移された。最後に、1950年代には、ローマ教皇ピウス10世に捧げられた巨大な地下聖堂が建設された。現在のルルドは、ファティマ、ローマ、チェンストホヴァ、グアダルーペと同様に、世界有数のカトリック巡礼地の1つである。ヨハネ・パウロ2世は1983年と2004年の2度、巡礼に訪れている。2007年12月8日から2008年12月8日の間、聖母の出現150周年の年を祝うために、900万人以上の巡礼者たちがルルドを訪れた。記念年にあたる2008年9月、教皇ベネディクト16世は聖域を訪問している。

## 人口統計
| 1962年 | 1968年 | 1975年 | 1982年 | 1990年 | 1999年 | 2006年 | 2015年 |
| ------ | ------ | ------ | ------ | ------ | ------ | ------ | ------ |
| 16023  | 17939  | 17870  | 17425  | 16300  | 15203  | 15265  | 13946  |

参照元:1962年から1999年までは複数コミューンに住所登録をする者の重複分を除いたもの。それ以降は当該コミューンの人口統計によるもの。1999年までEHESS/Cassini、2006年以降INSEE。

## 経済
経済は2つの主要部門に分かれている。1つは観光と巡礼、もう1つはこの規模の平均的な都市で見られる商業と産業活動に専念している。

## ギャラリー

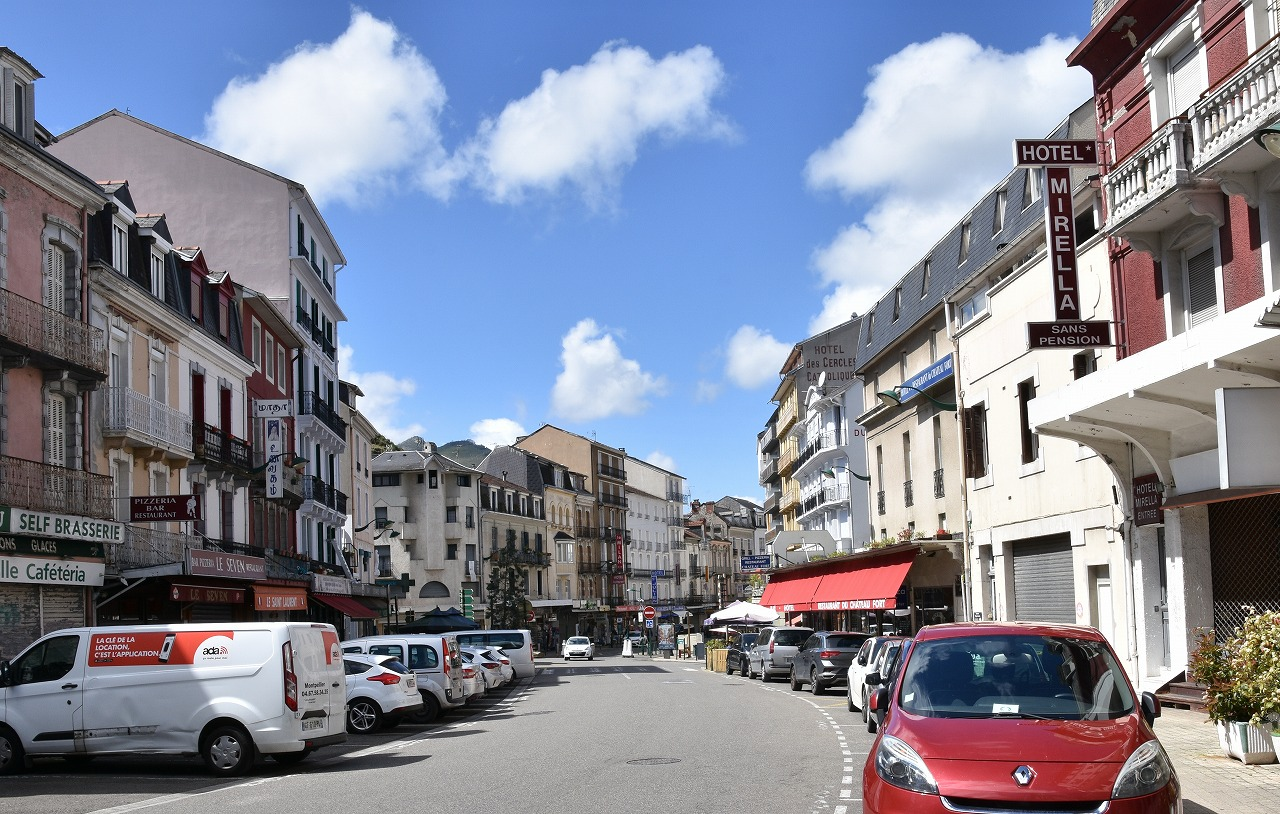
グロット通り
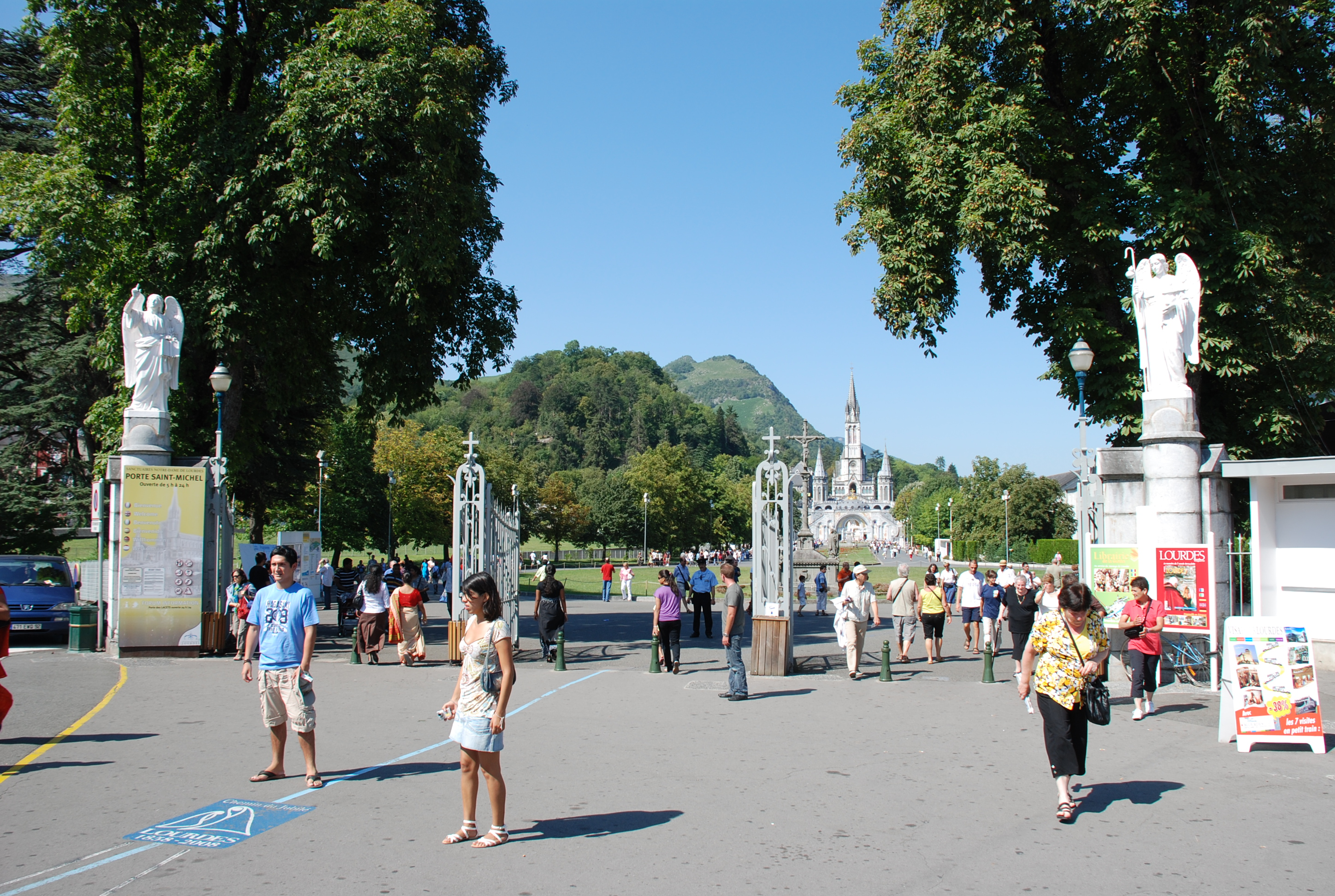
グロット通りから聖域へ入る
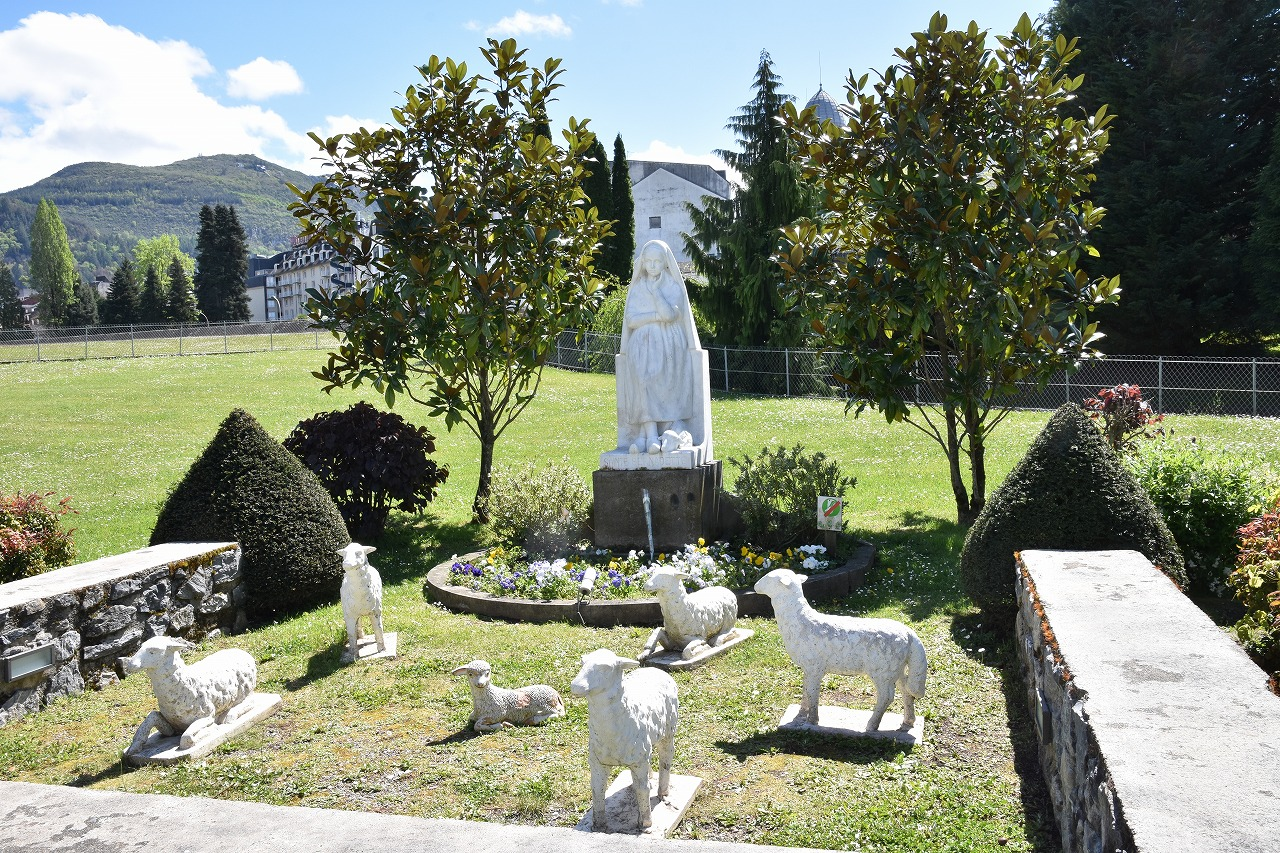
ベルナデットの彫像
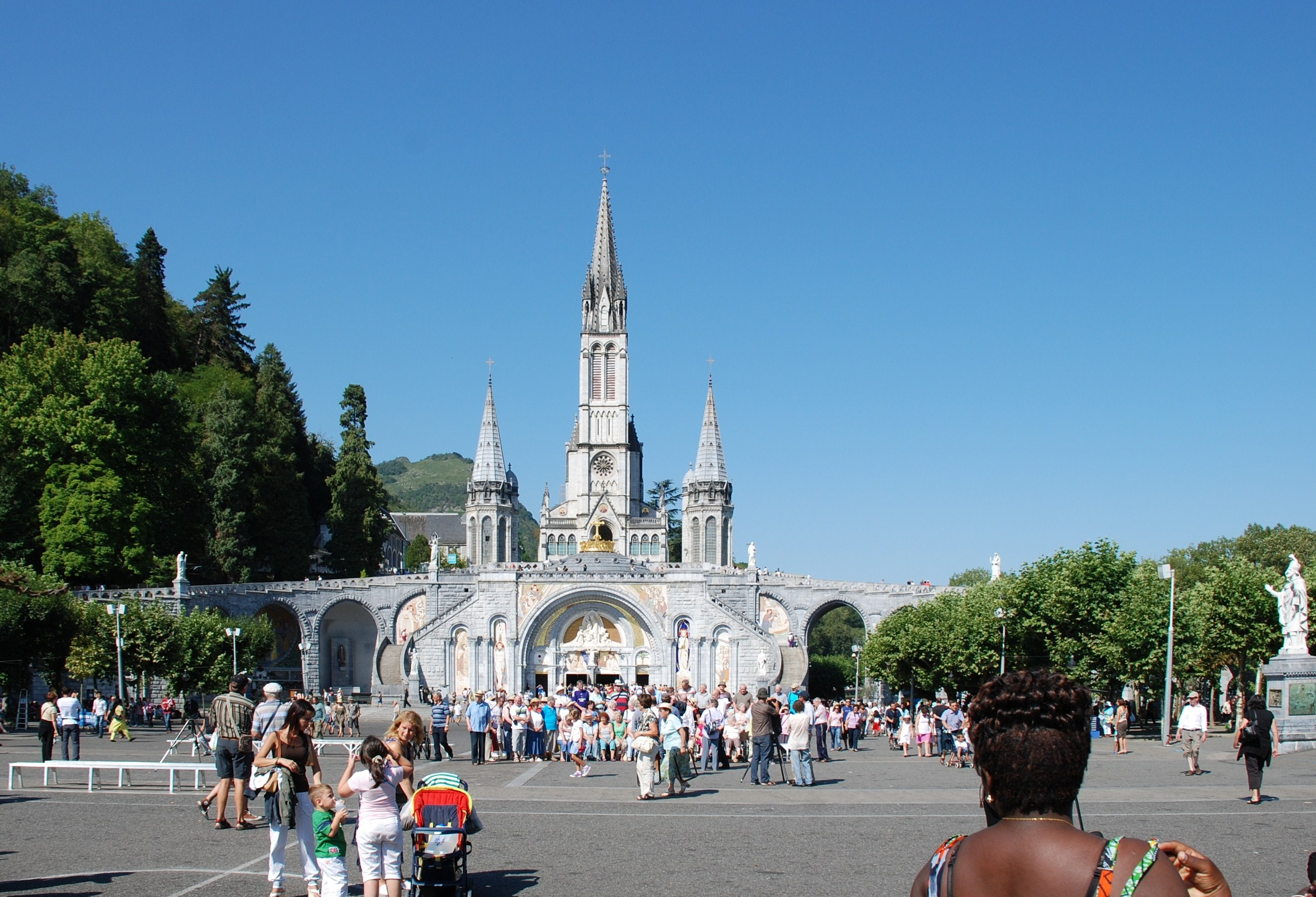
ノートル・ダム・デュ・ロゼールのバシリカ

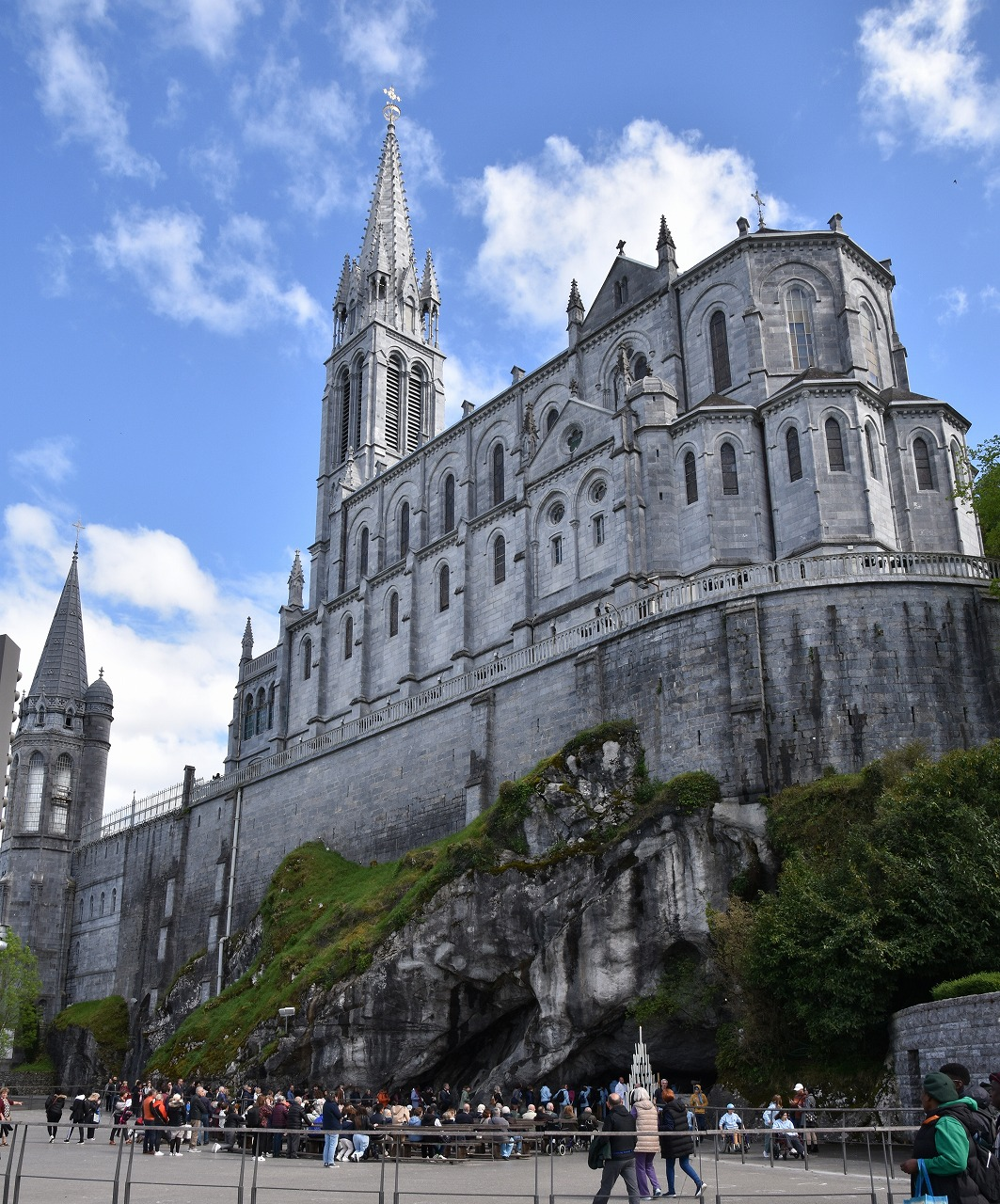
ルルドの泉
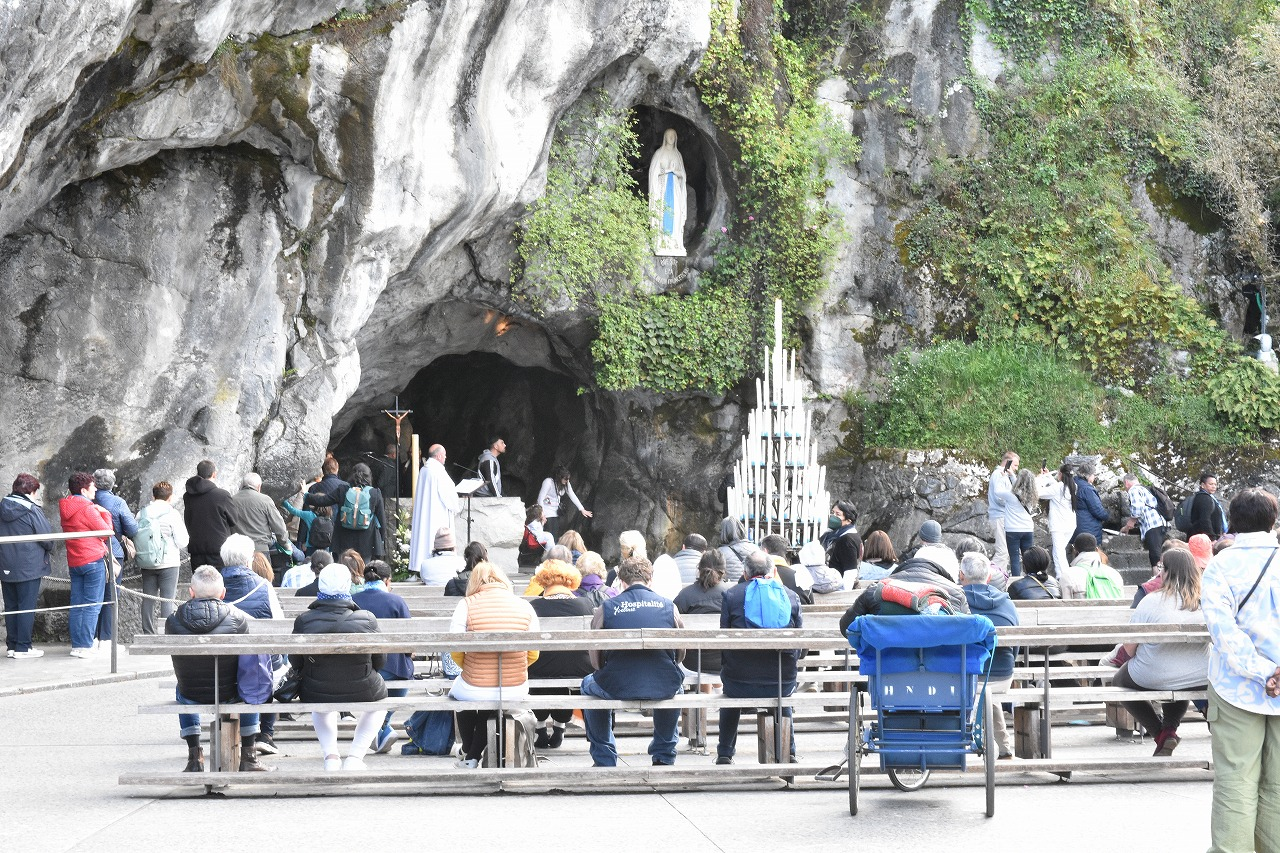
マサビエルの洞窟
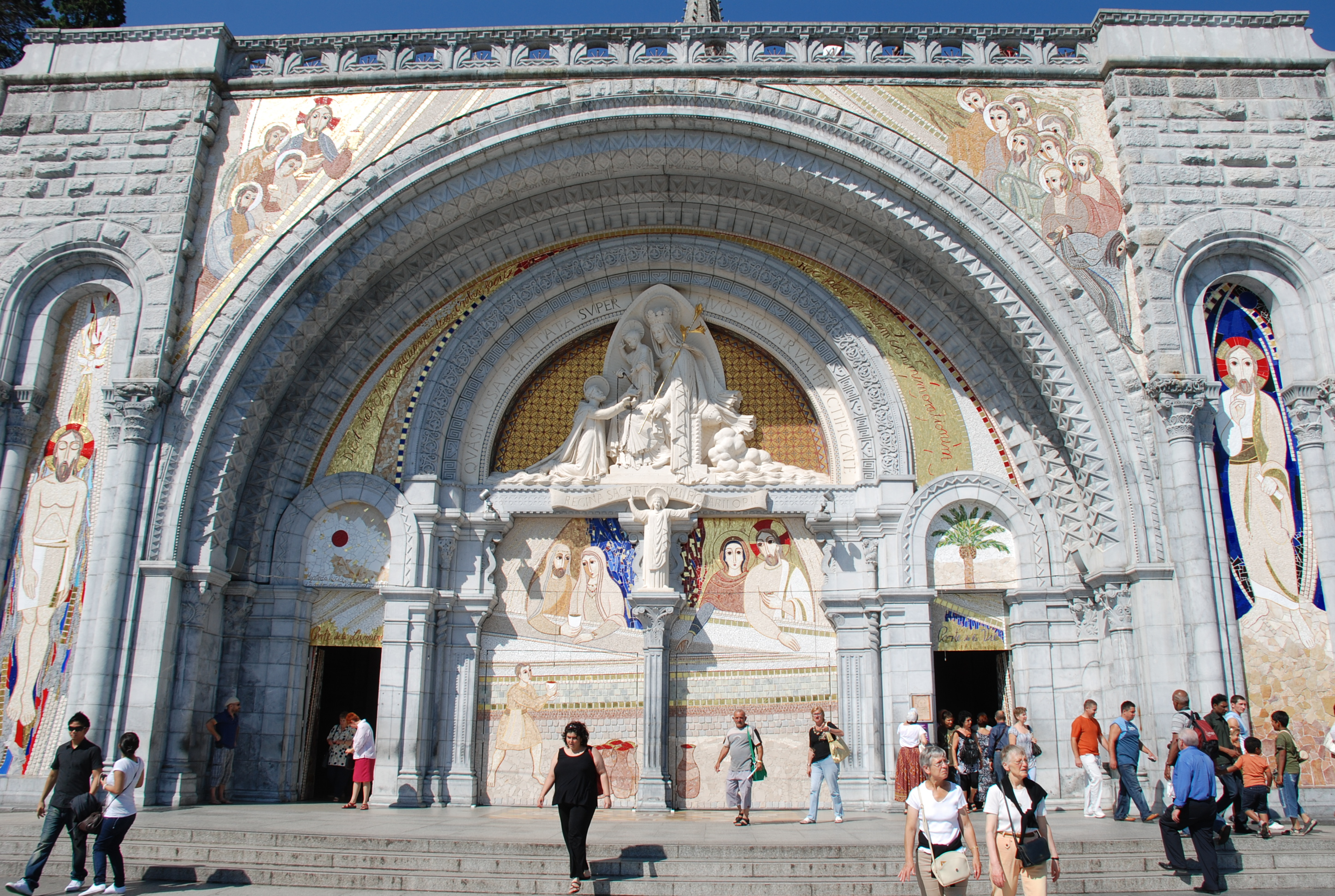
ノートル・ダム・デュ・ロゼールの入り口
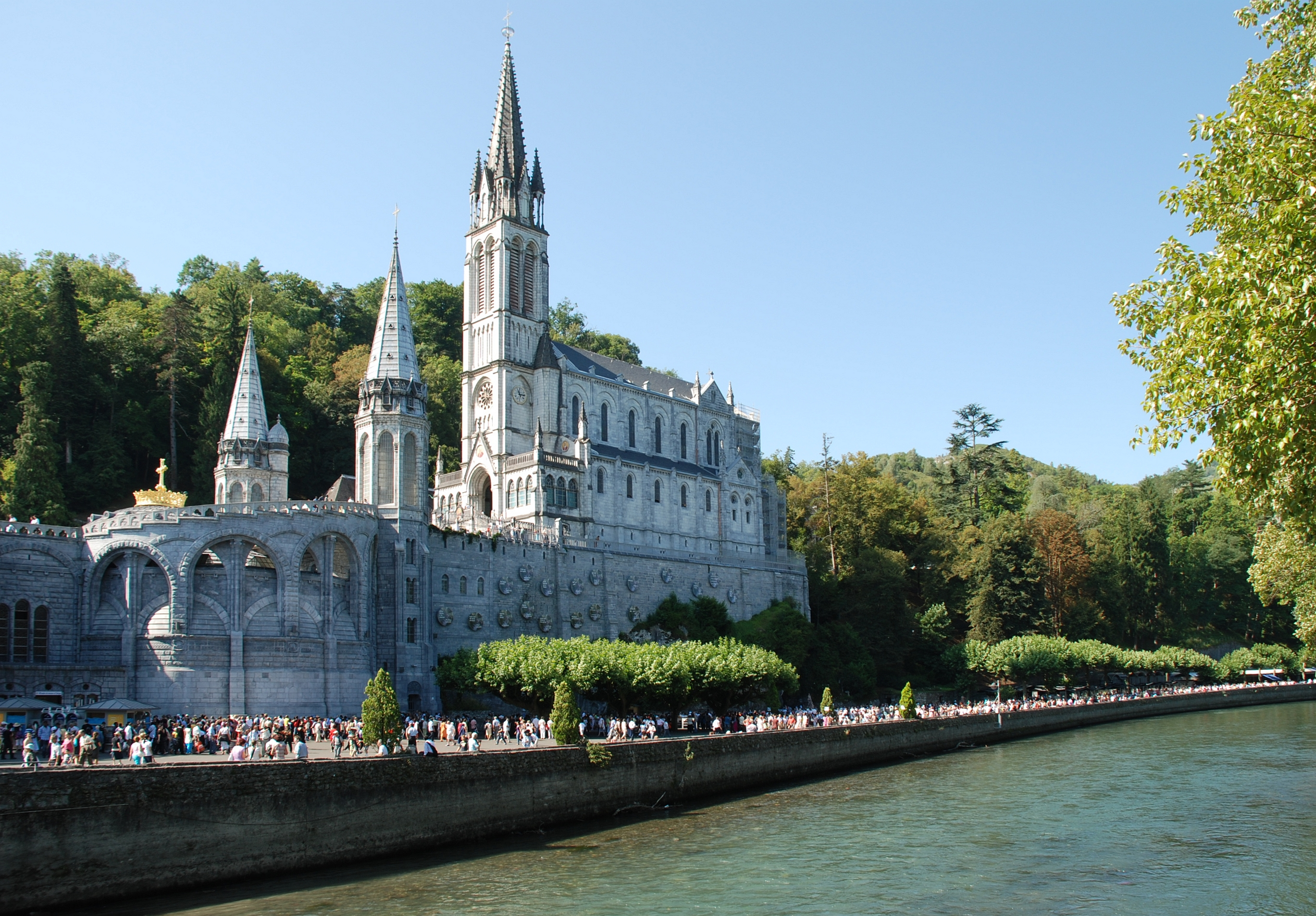
ポー川沿い、ノートル・ダム・デュ・ロゼールとイマキュレ・コンセプション
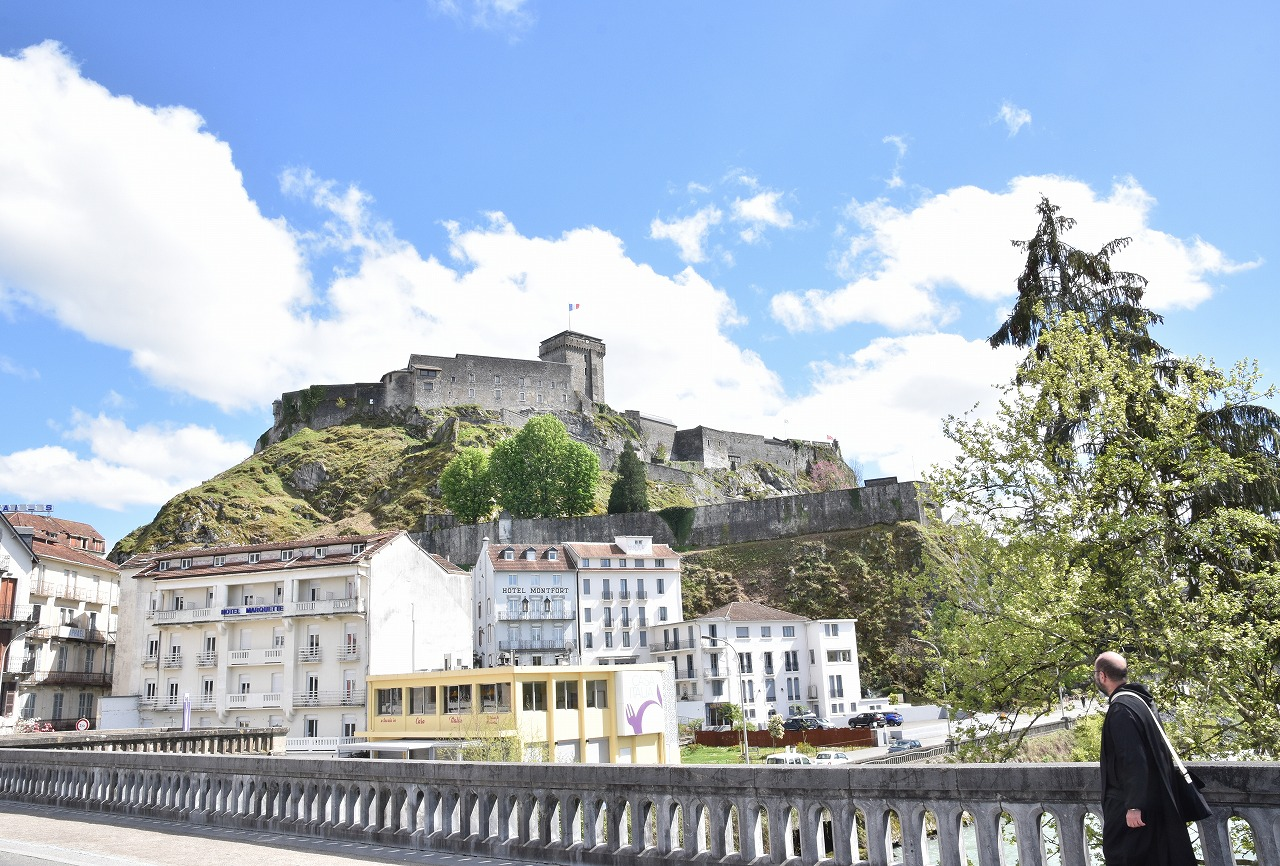
サン・ミッシェル橋から見る城塞

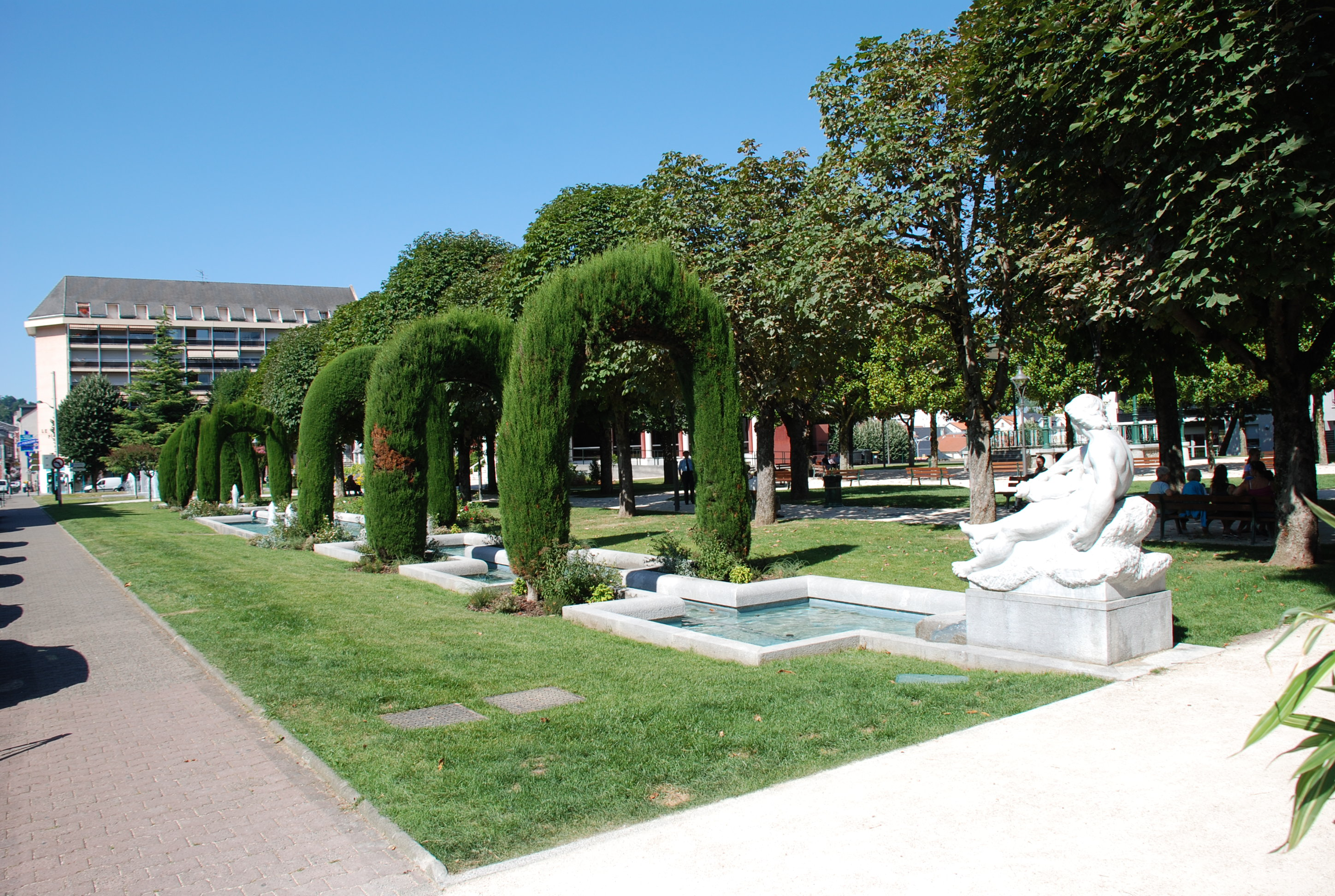
パレ・デュ・コングレの庭園
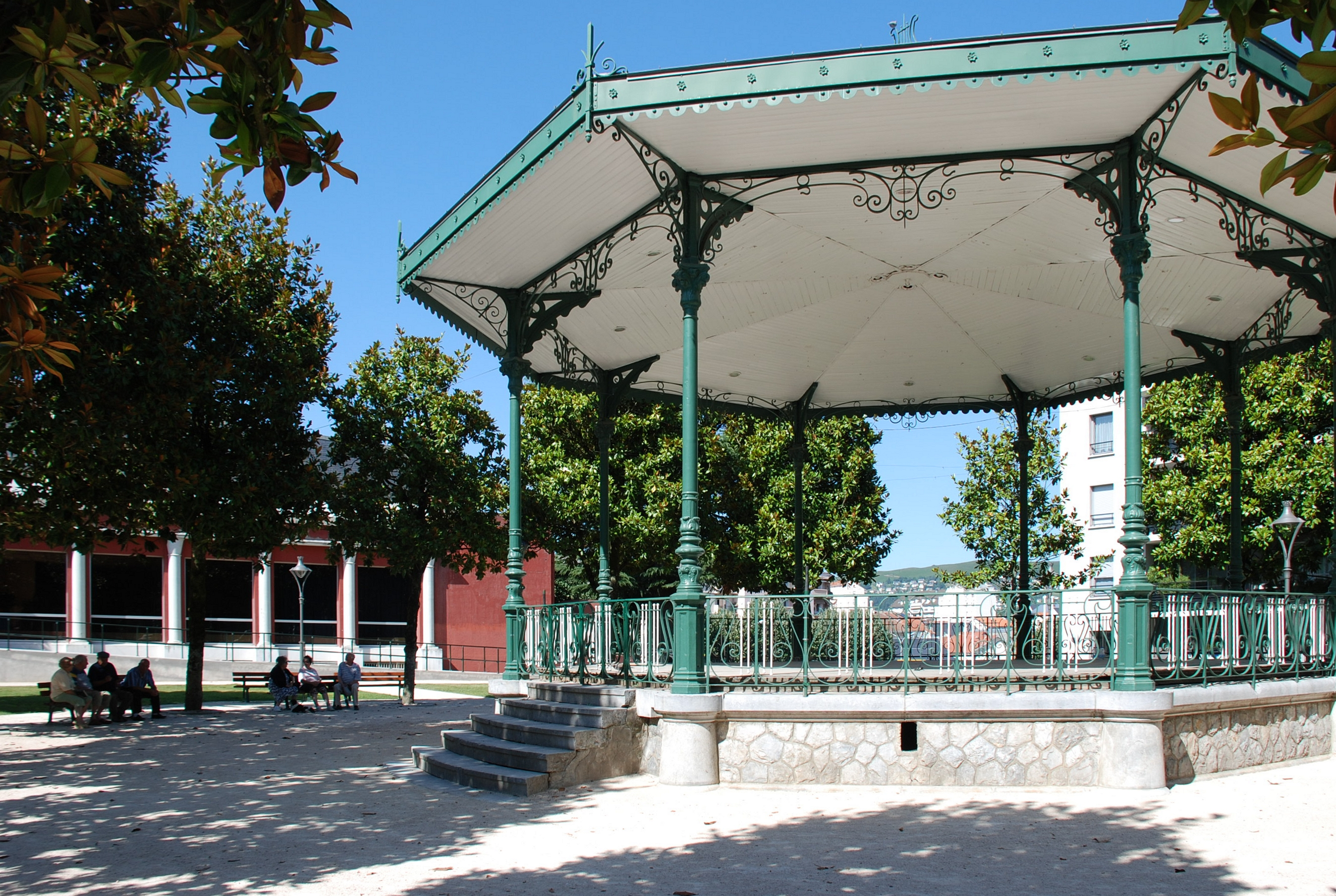
パレ・デュ・コングレのキオスク
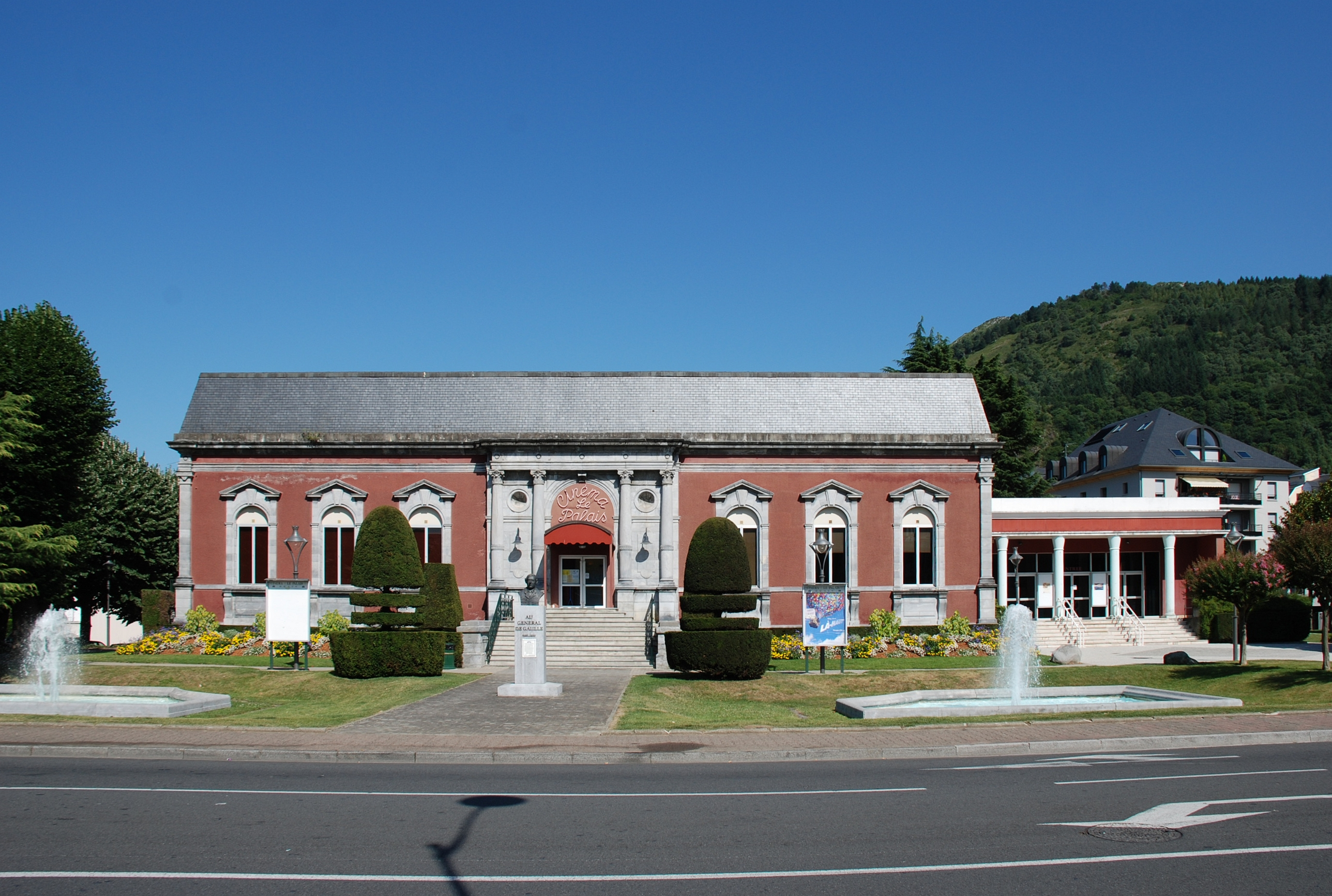
シネマ・ル・パレとパレ・デュ・コングレ
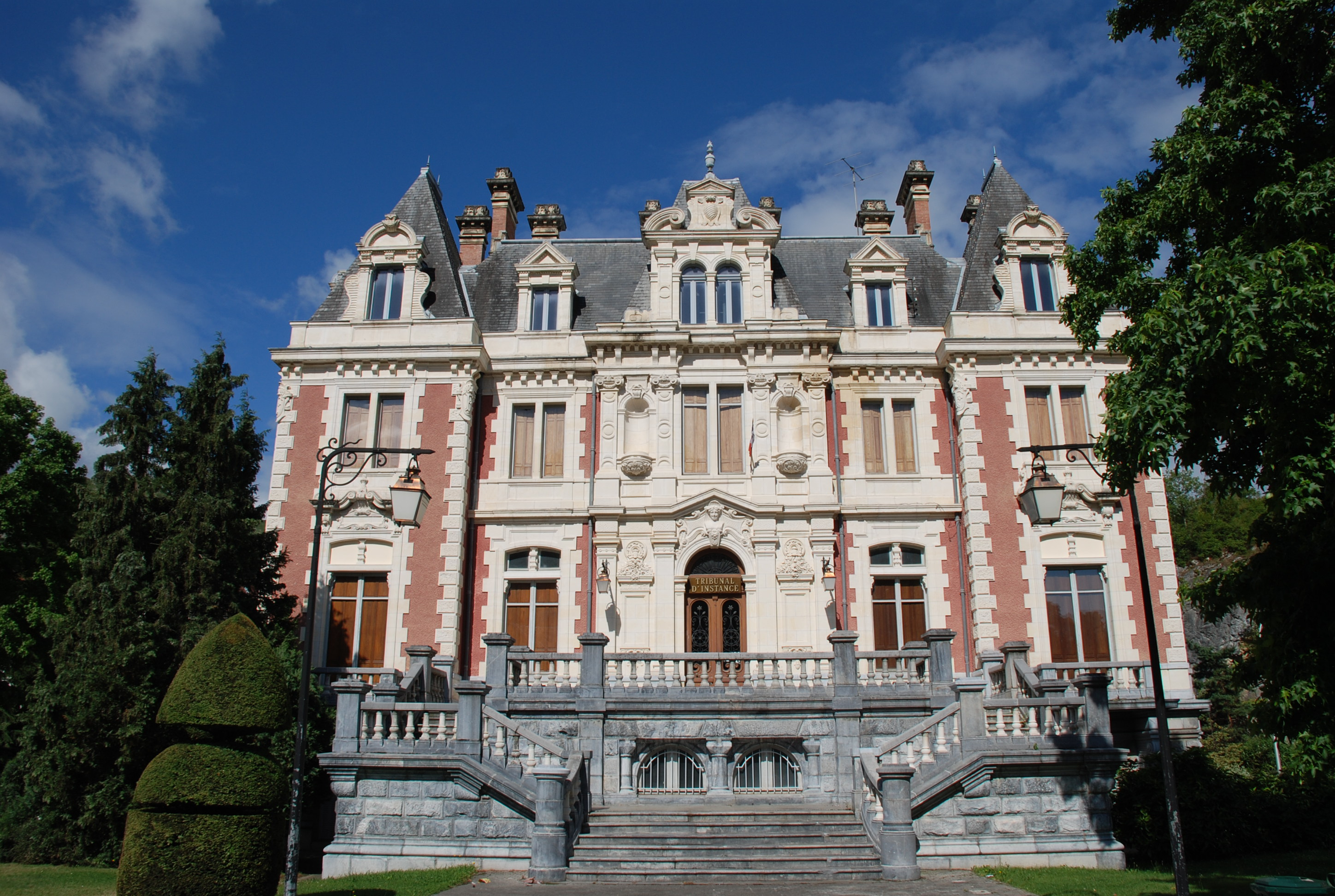
スムのシャトー。もとは巡回裁判所が置かれた

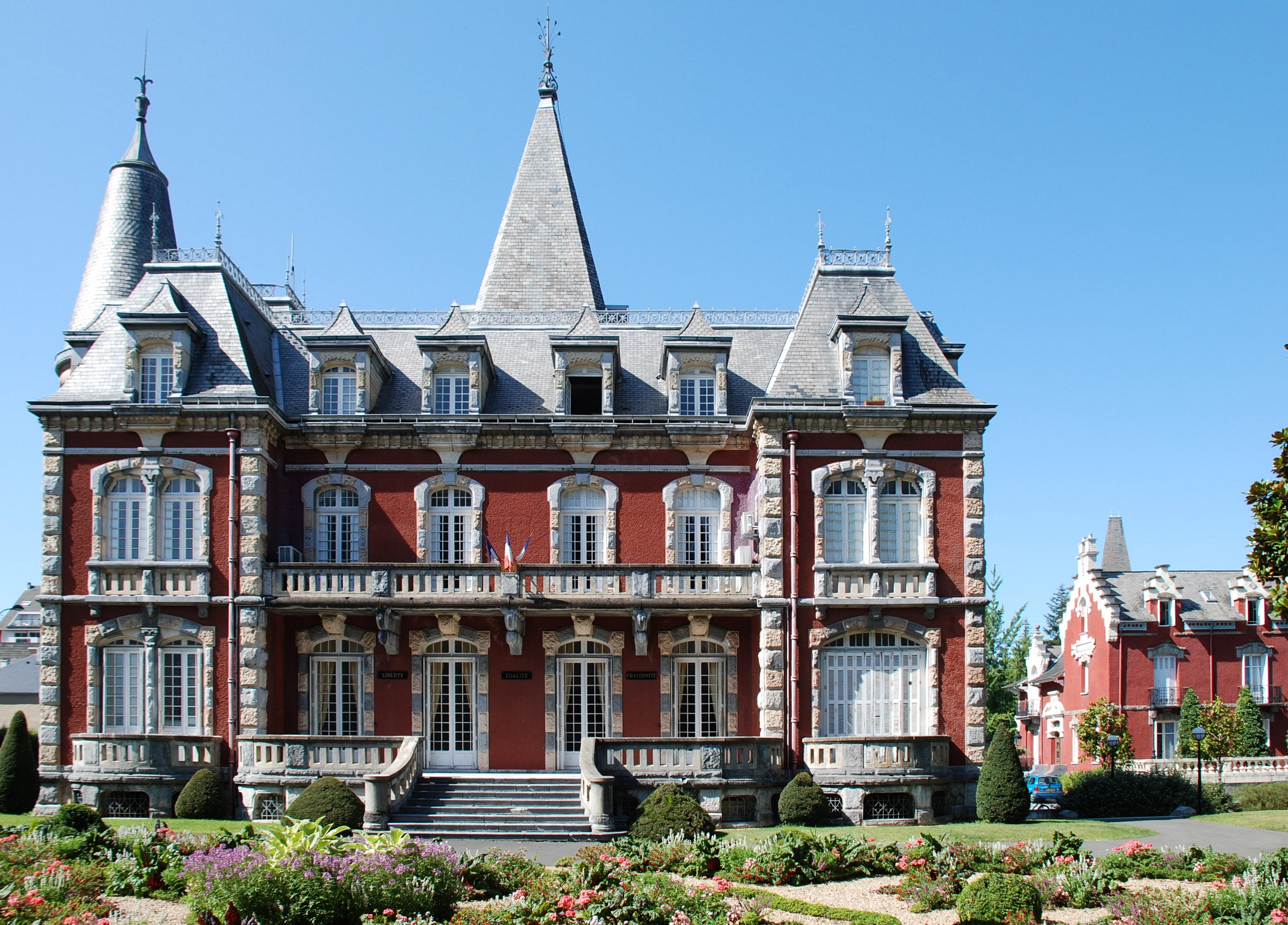
オテル・ド・ヴィル、南側ファサード
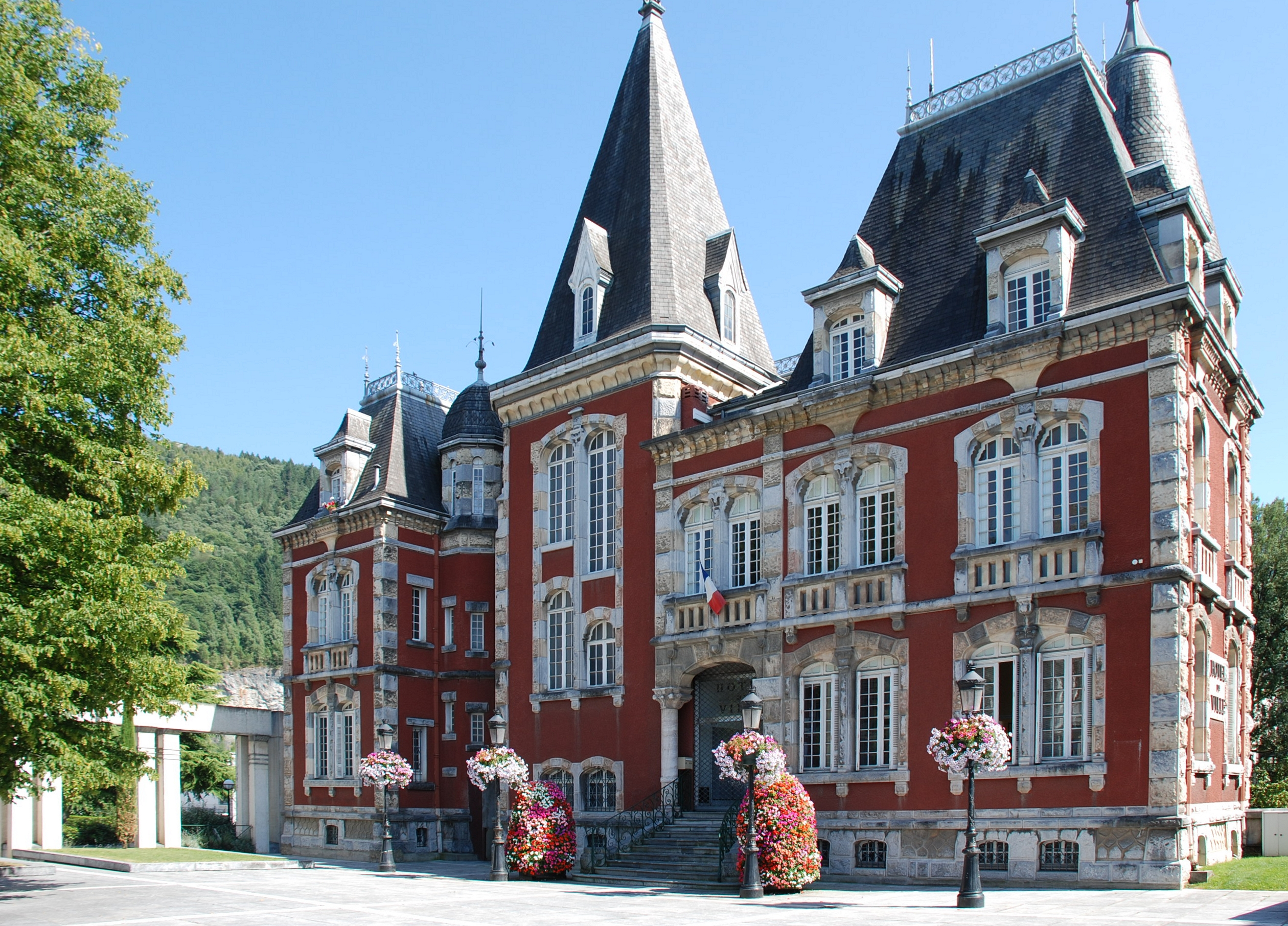
オテル・ド・ヴィル、北側ファサード
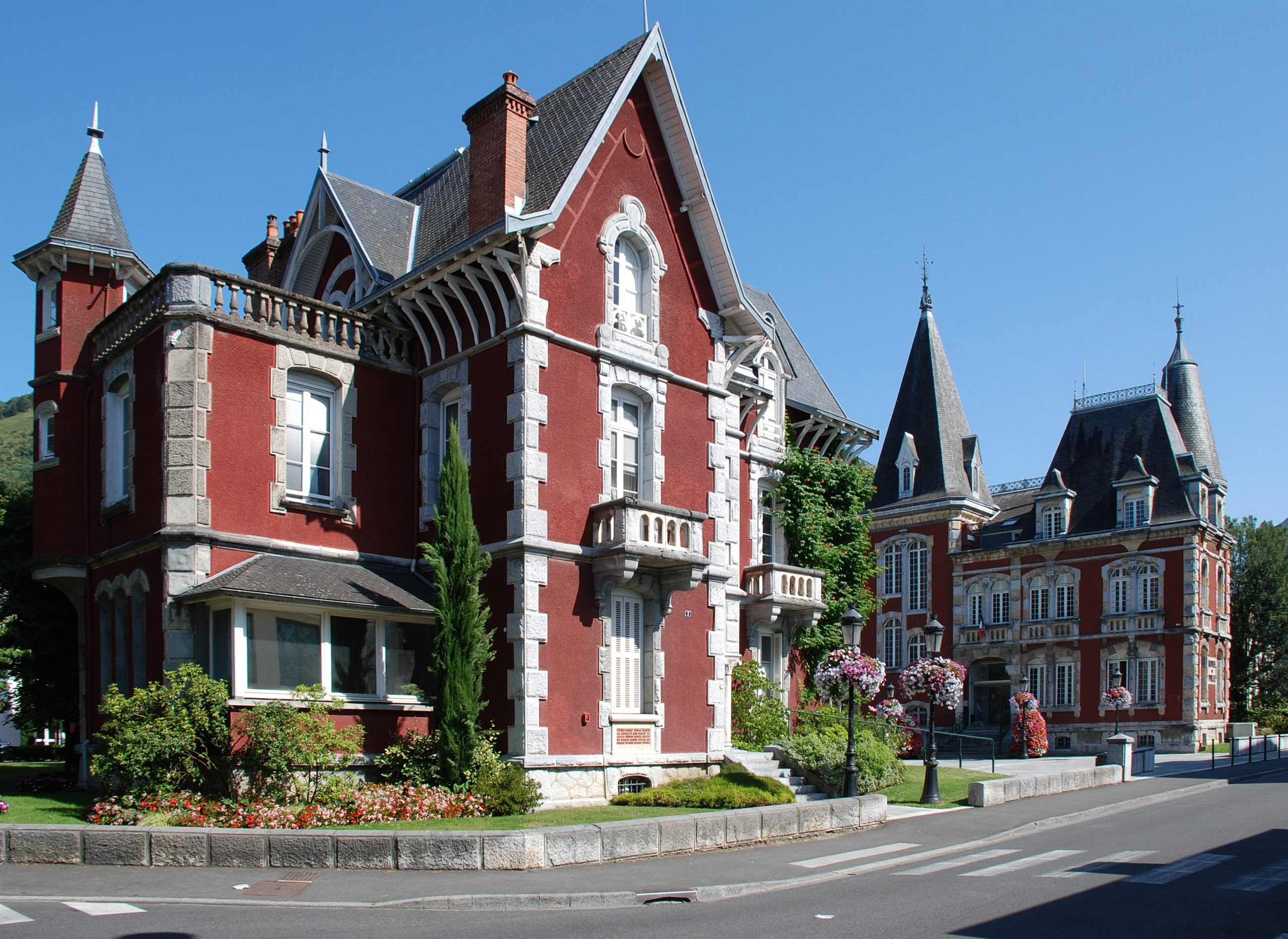
ヴィッラ・ガザニュ
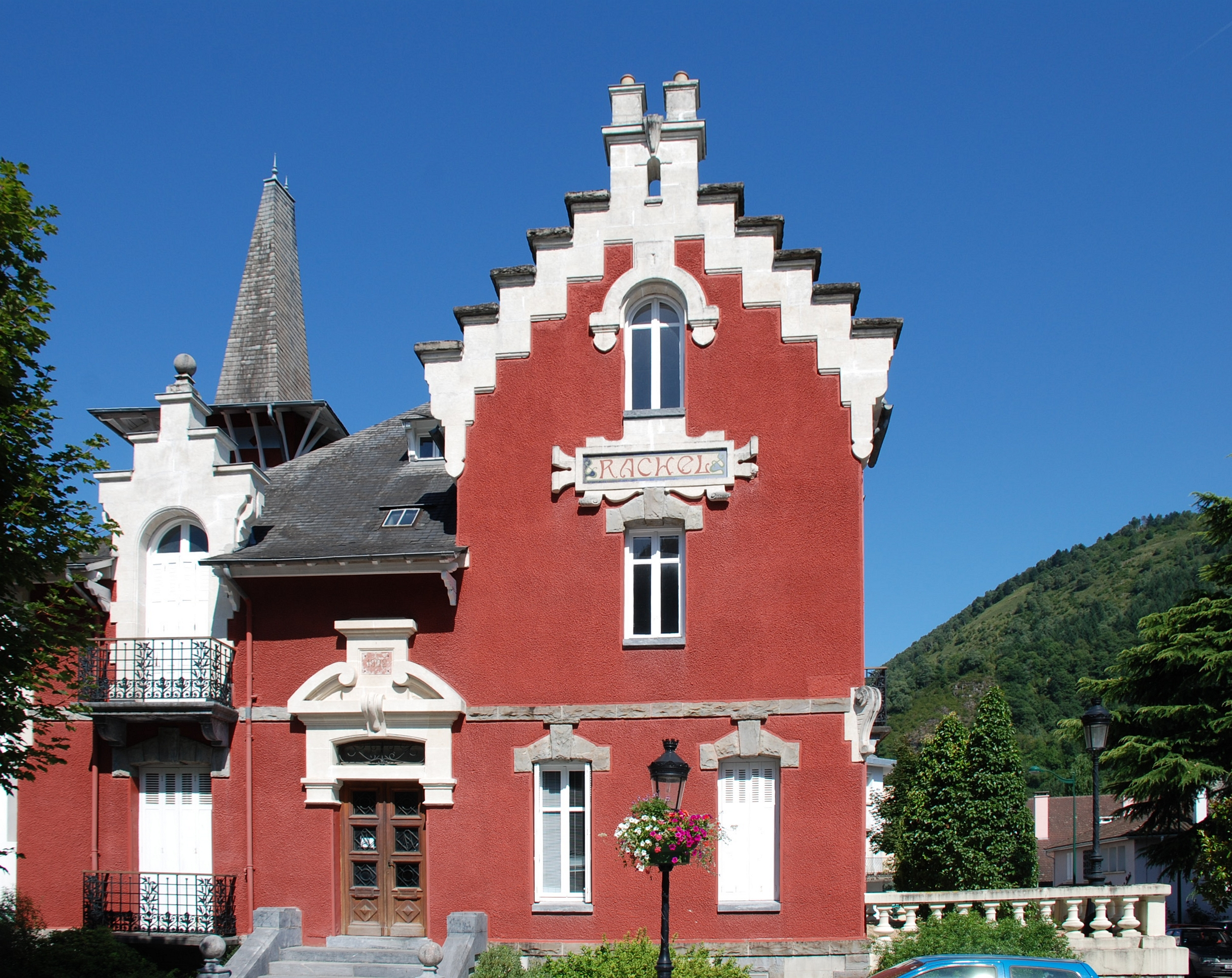
ヴィッラ・ラシェル

## 参照
1. ↑  secrétariat général des sanctuaires
2. ↑  http://www.lourdes-infotourisme.com/automne_modules_files/pmedia/public/r121_9_dossier_de_presse_lourdes_2015.pdf
3. ↑  Teddy AULY, Quelques morphologies de rapport karst/glaciaire dans les Pyrénées (France)
4. ↑  VIC (Dom Cl. de) VAISSETE (Dom Joseph)... Histoire générale de Languedoc: avec des notes et les pièces ..., (1841), t. 3, additions et notes  p. 55.
5. ↑  A.D. Pyrénées-Atlantiques, E 368, Ms. Cartulaire de Bigorre,  RC.LVII.
6. ↑  A.D. Pyrénées-Atlantiques, E 368, Ms. Cartulaire de Bigorre,  RC.XXXVI.
7. ↑  Dom BRIAL Recueil des historiens des Gaules et de la France (1833), t.19,  p. 176A.
8. ↑  A.D. Pyrénées-Atlantiques, E 368, Ms. Cartulaire de Bigorre,  RC.LX.
9. ↑  Archives Capucines Le couvent de Tarascon (1894), p. 310.
10. ↑  Plan de Cassini, 1757.
11. ↑  BARBET (Jean) Guide de Lourdes et de la grotte (1892), p. 3.
12. ↑  François Abadie (maire de Lourdes) : Avant propos, in Lourdes de la Préhistoire à nos jours, ouvrage collectif, 1987, 15 x 21, 216pp, Ed.: Musée Pyrénéen et Ville de Lourdes
13. ↑  Lussault Agnès, Les Hautes-Pyrénées (Carte archéologique de la Gaule), Fondation Maison des Sciences de l'Homme, 1997, pages 176-177, paragraphe 3
14. ↑  http://www.musee-archeologienationale.fr/objet/le-cheval-de-lourdes
15. ↑  Lussault Agnès, Les Hautes-Pyrénées (Carte archéologique de la Gaule), Fondation Maison des Sciences de l'Homme, 1997, page 176, paragraphe 1
16. ↑  Ouvrage collectif, Lourdes de la Préhistoire à nos jours, musée Pyrénéen, 1987, page 59
17. ↑  Ouvrage collectif, Lourdes de la Préhistoire à nos jours, musée Pyrénéen, 1987, pages 101-102
18. ↑  Ouvrage collectif, Lourdes de la Préhistoire à nos jours, musée Pyrénéen, 1987, pages 102-103
19. ↑  Ouvrage collectif, Lourdes de la Préhistoire à nos jours, musée Pyrénéen, 1987, page 70
20. ↑  Durliat Marcel, Pyrénées Romanes, éd. Zodiaque, 1978, page 226
21. ↑  Ouvrage collectif, Lourdes de la Préhistoire à nos jours, musée Pyrénéen, 1987, page 130
22. 1 2  Ouvrage collectif, Lourdes de la Préhistoire à nos jours, musée Pyrénéen, 1987, page 131
23. 1 2  Ouvrage collectif, Lourdes de la Préhistoire à nos jours, musée Pyrénéen, 1987, page 109
24. ↑  Ouvrage collectif, Lourdes de la Préhistoire à nos jours, musée Pyrénéen, 1987, page 129
25. ↑  Ouvrage collectif, Lourdes de la Préhistoire à nos jours, musée Pyrénéen, 1987, page 119
26. ↑  Ouvrage collectif, Lourdes de la Préhistoire à nos jours, musée Pyrénéen, 1987, page 120
27. ↑  Ouvrage collectif, Lourdes de la Préhistoire à nos jours, musée Pyrénéen, 1987, page 132
28. ↑  Ouvrage collectif, Lourdes de la Préhistoire à nos jours, musée Pyrénéen, 1987, page 136
29. ↑  Ouvrage collectif, Lourdes de la Préhistoire à nos jours, musée Pyrénéen, 1987, page 149
30. ↑  Ouvrage collectif, Lourdes de la Préhistoire à nos jours, musée Pyrénéen, 1987, pages 150-151
31. ↑  Ouvrage collectif, Lourdes de la Préhistoire à nos jours, musée Pyrénéen, 1987, pages 152-153
32. ↑  http://fr.lourdes-france.org/approfondir/guerisons-et-miracles/liste-des-miracles
33. ↑  Ouvrage collectif, Lourdes de la Préhistoire à nos jours, Musée Pyrénéen, 1987, pages 154-155
34. ↑  Ouvrage collectif, Lourdes de la Préhistoire à nos jours, Musée Pyrénéen, 1987, page 170
35. ↑  Ouvrage collectif, Lourdes de la Préhistoire à nos jours, musée Pyrénéen, 1987, pages 172-173
36. ↑  Ouvrage collectif, Lourdes de la Préhistoire à nos jours, musée Pyrénéen, 1987, pages 67-68
37. ↑  http://cassini.ehess.fr/cassini/fr/html/fiche.php?select_resultat=20141
38. ↑  https://www.insee.fr/fr/statistiques/3293086?geo=COM-65286
39. ↑  http://www.insee.fr